# Meadow Walker
Meadow Rain Walker (nacida el 4 de noviembre de 1998) es una modelo y actriz estadounidense. Es la única hija del actor Paul Walker.

## Primeros años
Walker nació el 4 de noviembre de 1998 como hija única del actor Paul Walker y Rebecca Soteros. Creció en Hawái y se mudó a vivir con su padre a California a los 13 años. Su padre murió en 2013, después de lo cual hubo una batalla legal por su custodia. Sus abuelos paternos la mantuvieron en un perfil bajo, y ella no buscó publicidad hasta que comenzó su carrera como modelo. Conservó la colección de cristales de su padre, incluido uno del tamaño de una computadora portátil.

## Carrera
Walker firmó por primera vez con DNA Models en 2017. Ha trabajado con Proenza Schouler y Givenchy, que lució en su boda. Abrió el desfile de prêt-à-porter Otoño Invierno 2021 de Givenchy. En los shows de Schouler, ha trabajado junto a Ella Emhoff.
En 2023, hizo su debut como actriz en forma de un cameo como asistente de vuelo en Fast X, la décima entrega de la serie de películas Fast & Furious por la que su padre era más conocido. Su padre también apareció en la película a través de imágenes de archivo.

## Vida personal
En agosto de 2021, Walker anunció su compromiso con el actor Louis Thornton-Allan. Se casaron ese octubre en República Dominicana. Aunque la boda fue un asunto pequeño y privado, fue muy publicitado, incluida una entrevista con Vogue. Fue llevada al altar por el coprotagonista de su padre en Fast & Furious, Vin Diesel, quien también es su padrino. También asistió al estreno de F9. En junio del 2022 reveló en una entrevista que tuvo un aborto espontáneo. En diciembre del 2023 anunció su separación de su esposo.
Walker continúa el trabajo caritativo de su padre a través de la organización de conservación The Paul Walker Foundation, que fundó en 2015. La organización ofrece becas a estudiantes de biología marina. También ha trabajado con Soma Sara, que dirige el movimiento contra la violación Everyone's Invited.

## Filmografía
| Año  | Película | Rol                | Notas |
| ---- | -------- | ------------------ | ----- |
| 2023 | Fast X   | Asistente de vuelo |       |